# Кмет
Кметът  е местен едноличен орган на изпълнителната власт с обща компетентност.
Ръководи изпълнителната дейност в рамките на общината. Кметът е орган на изпълнителната власт, а не на местното самоуправление (Общинския съвет), олицетворение на принципа на децентрализацията – прехвърляне на правомощия от центъра към органите по места по силата на закон. В световен мащаб съществуват разнообразни местни обичаи и закони за правомощията и отговорностите на кмета, както и за начина, по който той бива избран. Нарича се още градоначалник.

## Произход на думата
Думата „кмет“ присъства в повечето славянски езици, като според най-широко приетата хипотеза произлиза от праславянската дума *kъмеtь. За нея се предполага, че е късна заемка от cometes, акузативна форма на латинското comes („спътник“, по-късно „човек от свитата на владетел“, „чиновник“).
От латинската дума comes, но чрез нейната генитивна форма „comitis“, произлиза и средновековната титла „комит“, използвана и в Първото българско царство.

## Права и задължения
Институцията на кмета като управител на населеното място е стара и от установените традиции на съответното място се определят конкретните правомощия на кмета и съотношението на властта между кмета и представителния орган на местното самоуправление – общинския съвет.
Днес кметовете на столици и големи градове с важно стопанско значение имат голямо влияние в политическия живот, тъй като управляват значителни ресурси.
Кметовете могат да се избират пряко от населението или от общинския съвет. При пряк избор от населението кметът може да бъде избиран с обикновено мнозинство – повече от половината от подадените гласове (както е според сега действащия Изборен кодекс в България), или с относително мнозинство – с най-голям брой гласове сред всички явили се кандидати (прилага се при балотаж между двамата най-много получили гласове кандидат-кметове на населени места).
Кметовете ръководят общинската администрация, посредством назначаването на секретар на общината, който е на пряко подчинение на кмета. Освен това кметовете се подпомагат и от заместник-кметове, назначени от тях.
Връзките между кметовете на общини и Общинските съвети са очертани в ЗМСМА. Кметът на община привежда в действие решенията взети от органа на местно самоуправление (Общински съвет). В изпълнение на своите задължения, кметът издава заповеди.
Кметовете на общини могат в рамките на своя мандат да назначават и т.нар. кметски наместници в места, които нямат административен център, но не са достатъчно големи, за да станат кметство (над 350 души). Кметските наместници според ЗМСМА  също имат статус на органи на изпълнителната власт.

## Кметове по държави

### Бразилия
Всяка бразилска община избира кмет (на португалски: prefeito/prefeita) за четиригодишен мандат. Кметът може да се преизбира и да управлява града за два последователни мандата.

### България
В България статутът, функциите и процедурата за избиране на кметове се определят от Конституцията на Република България, Закона за местното самоуправление и местната администрация  (ЗМСМА), Закон за администрацията  (ЗА) и Изборния кодекс  (ИК). В страната има:
- кметове на общини – кметът на общината е кмет и на населеното място, което е неин център,
- кметове на кметства и
- кметове на райони.

Кметовете, подпомагани от назначената от тях администрация, взимат оперативните решения и осъществяват управлението на общината, кметството, района. Подлежат на контрол от страна на общинския съвет и на съда.
Кметовете се избират от пълнолетните граждани, които са адресно регистрирани в съответната община, кметство, район преди деня на насрочване на изборите.
Изборът на кметове е мажоритарен, като печели кандидатът, получил повече от половината от гласовете. Ако никой от кандидатите не е получил повече от половината от гласовете, се провежда втори тур на изборите (балотаж).
Съгласно чл. 39а. от ЗМСМА „Кметовете на райони в Столичната община и в градовете с районно деление се избират с тайно гласуване от общинския съвет по предложение на кмета на общината за срока на пълномощията на общинския съвет.“

### Франция
Кметовете във Франция са избирани на всеки шест години на местни избори.